# کلاته مسگرا
کلاته مسگرا، روستایی از توابع بخش مرکزی شهرستان گناباد در استان خراسان رضوی ایران است.

## جمعیت
این روستا در دهستان حومه قرار دارد و براساس سرشماری مرکز آمار ایران در سال ۱۳۸۵، جمعیت آن ۱۷ نفر (۴خانوار) بوده‌است.